# Michał Kędzierski
Michał Kędzierski (Rzeszów, 9 agosto 1994) è un pallavolista polacco, palleggiatore dell'Asseco Resovia.

## Palmarès

### Nazionale (competizioni minori)
- European League 2015
- Universiade 2019